# Schultesia gracilis
Schultesia gracilis är en gentianaväxtart som beskrevs av Carl Friedrich Philipp von Martius. Schultesia gracilis ingår i släktet Schultesia och familjen gentianaväxter. Inga underarter finns listade i Catalogue of Life.